# Cantó de les Santes Maries de la Mar
El cantó de les Santes Maries de la Mar era un cantó francès del departament de les Boques del Roine, situat al districte d'Arle, vigent fins a l'any 2015. Comptaba amb l'únic municipi de les Santes Maries de la Mar.

## Municipis
- les Santes Maries de la Mar

## Història
| Data d'elecció                           | Identitat       | Partit           | Qualitat |
| ---------------------------------------- | --------------- | ---------------- | -------- |
| 1945-1976                                | Roger Delagnes  | SFIO, després PS |          |
| 1976-1994                                | Hubert Manaud   | PS               |          |
| 1994-                                    | Roland Chassain | RPR, després UMP |          |
| les dades anteriors no són pas conegudes |                 |                  |          |
|                                          |                 |                  |          |